# Бутаки (посёлок, Тверская область)
Бутаки — поселок в Нелидовском городском округе Тверской области.

## География
Находится в юго-западной части Тверской области на расстоянии приблизительно 16 км по прямой на северо-запад от города Нелидово у Торопецкого тракта.

## История
На карте 1941 года был отмечен как поселение с 25 дворами. До 2018 года входил в состав ныне упразднённого Нелидовского сельского поселения.

## Население
Численность населения: 106 человек (русские 97 %) в 2002 году, 64 в 2010.